# Геза Феєрварі
Барон Геза Феєрварі (угор. Fejérváry Géza; *15 березня 1833, Яромерж — †25 квітня 1914, Відень) — угорський генерал і політичний діяч.

## Біографія
У 1859 взяв участь в італійському поході; в 1872 перейшов в угорські гонведи і слідом за тим вступив в угорське міністерство народної оборони (інакше — міністерство гонведів).
У 1884 призначений на місце Орші (угор. Orczy) угорським міністром народної оборони в кабінеті Тиси; той же портфель він зберіг і після падіння Тиси в кабінетах Сапарі (1890-1892), Векерле (1892-1895), Банфі (1895-1898) і Селля (з 1899), але подав у відставку в березні 1902 внаслідок вступу в міністерство завжди ворожого йому депутата Горанського; проте на прохання самого імператора і після примирних переговорів з Горанським за посередництва Селля повернувся назад.
У 1888 йому була запропонована посада імперського військового міністра, але він не прийняв її на прохання Тиси, який вважав його незамінним на посаді угорського міністра народної оборони. Протягом 19 років управління міністерством в різних кабінетах, Феєрварі провів значні реформи в організації угорських гонведів і поставив їх на досить значну висоту.
Він був членом палати магнатів угорського рейхстагу. Вийшов у відставку разом з кабінетом Селля 26 червня 1903. Коли Тиса довів країну до конституційної кризи (з 1 січня 1905) і все-таки не міг втриматися при владі, Феєрварі сформував новий кабінет (червень 1905), який керував всупереч парламенту, без затвердженого бюджету, поки корона і опозиція не пішли один одному на зустріч, і створилася можливість нового кабінету Векерле (квітень 1906).